# Phyxelida umlima
Phyxelida umlima is een spinnensoort uit de familie Phyxelididae. De soort komt voor in Tanzania.